# Kościół Narodzenia Najświętszej Maryi Panny w Miasteczku Śląskim
Kościół Narodzenia Najświętszej Maryi Panny – rzymskokatolicki kościół parafialny Parafii Narodzenia Najświętszej Maryi Panny w Miasteczku Śląskim z XIX wieku Miasteczku Śląskim-Żyglinie w powiecie tarnogórskim, wpisany do rejestru zabytków nieruchomych województwa śląskiego.

## Historia
Pierwszy kościół w Żyglinie wzniesiono z drewna i poświęcono 7 września 1253 roku; spłonął lub został rozebrany w listopadzie 1700 roku. Drugi kościół zbudowano w latach 1703–1705, miał wymiary 7 × 14 m.
Wniosek o budowę nowej świątyni na miejscu drugiego kościółka  został złożony w 1801 roku przez parafian na landratowi bytomskiemu hrabiemu Erdmannowi Gustawowi Hencklowi von Donnersmarckowi, który następnie przekazał go w dniu 30 września do wyższej instytucji – Królewsko Pruskiej Kamery Wojenno-Dominialnej we Wrocławiu. Sprawą zainteresowały się władze państwowe, ponieważ świątynia w Żyglinie posiadała patronat króla. 13 maja 1835 roku bytomski landrat nakazał zamknąć kościół z uwagi na jego zły stan techniczny. Długoletnie spory sprawiły, że zezwolenie na budowę nowego kościoła wydano po niemal 40 latach od złożenia wniosku. 30 kwietnia 1838 roku ministerstwo spraw duchownych, oświatowych i zdrowotnych w Berlinie wydało zgodę na budowę świątyni. Projekt kościoła autorstwa królewskiego inspektora budowlanego Fellera z Gliwic, który powstał przed 14 sierpnia 1835 roku, został oceniony przez ministerstwo jako gustowny. 15 stycznia 1839 roku landrat bytomski postanowił o przetargu na dostarczenie materiałów budowlanych, który obowiązywał w całym powiecie, a nawet w urzędowym organie rejencji opolskiej. 

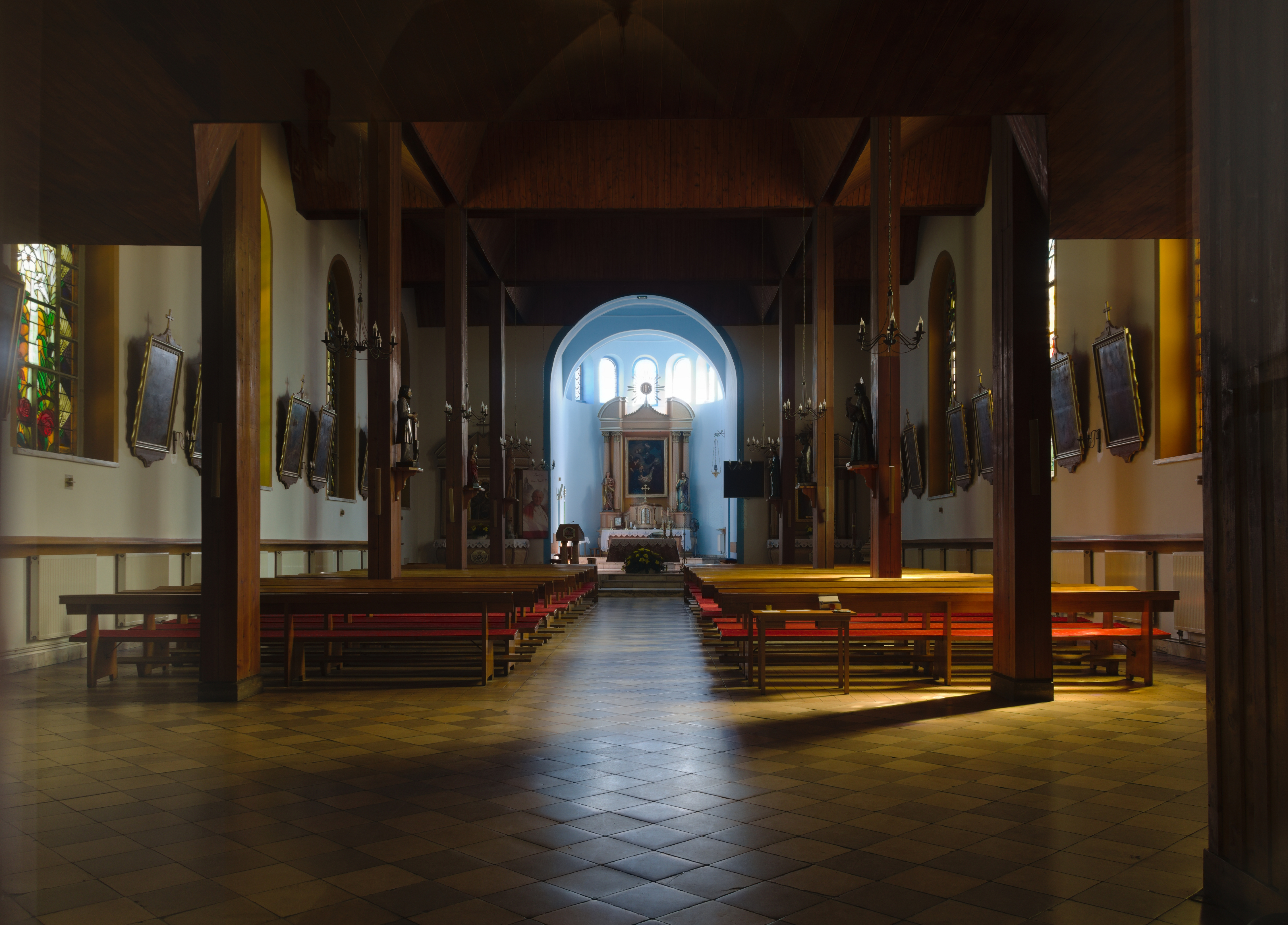
Wnętrze (2021)

Budowa kościoła przebiegała w latach 1840–1842 pod kierownictwem mistrza ciesielskiego Spohra; nowa świątynia została poświęcona 24 listopada 1842 roku przez ks. Antoniego Schneiderskiego z Tarnowskich Gór. Za projekt wnętrza odpowiadał prawdopodobnie Uhlig, radca budowlany z Gliwic. 10 sierpnia 1853 roku pobłogosławiono dwa boczne ołtarze: Matki Boskiej fundacji  Bractwa Wstrzemięźliwości, i św. Barbary, fundacji górników i radcy górniczego Seidla. W 1857 roku wzniesiono plebanię na planie krzyża (ul. św. Marka 21).
W latach 1873–1874 (bądź wyłącznie w 1873 roku) do kościoła została dobudowana wieża według projektu królewskiego powiatowego mistrza budowlanego Augusta Hanniga z Bytomia, który został ukończony 8 lutego 1868 roku. Przy jej budowie pracowali: mistrz murarski Morawiec, mistrz ciesielski Kocula i przedsiębiorstwo kamieniarskie Halbiga z Orzesza. Od maja do października 1881 roku przerobiono dwa okna na otwory drzwiowe oraz przedsionki z daszkami według projektu wspomnianego Augusta Hanniga.
W latach 1979–1982 przeprowadzono kompleksowy remont i modernizację obiektu, a 8 września 1982 roku kościół został poświęcony przez biskupa Herberta Bednorza. 
W latach 2000–2002 wnętrze świątyni poddano pracom rekonstrukcyjnym i remontowym, odrestaurowano ołtarze, które 21 maja 2003 roku poświęcił biskup Gerard Kusz
Wieża i elewacja kościoła zostały odnowione w 2006 roku. Pomiędzy kościołem a cmentarzem wzniesiono nową kaplicę przedpogrzebową w latach 2010–2012 oraz utwardzono drogę na cmentarz.
31 lipca 2014 roku rzeźby znajdujące się przed kościołem zostały wpisane do wpisany do rejestru zabytków ruchomych województwa śląskiego (numer rejestru B/281/14).

## Architektura i wnętrze
Świątynia wzniesiona w centrum Żyglina, w jego najwyższej części, murowana z wapienia żyglińskiego i cegły, w stylu arkadowym (według innych źródeł neoromańska lub neogotycka), z wieżą, stanowiącą dominantę wysokościową w obrębie Żyglina, otoczona ogrodzeniem. Przed wejściem do kościoła znajdują się dwie rzeźby w stylu akademizmu przedstawiające Matkę Bożą i św. Jana Ewangelistę.
We wnętrzu pomieszczono kilka elementów wyposażenia w stylu barokowym z poprzedniego kościoła oraz obrazy autorstwa malarza Höckera z Wrocławia, a także dwa ołtarze boczne.
Organy zostały wybudowane w II poł. XIX wieku. Prawdopodobnie zostały wybudowane przez firmę Gebr. Dinse, gdyż wykazują wiele cech wspólnych (zwłaszcza dyspozycję, oznaczenia registrów, kontuar) z innymi instrumentami tej firmy.